# Maciej Gębala
Maciej Gębala, född 10 januari 1994, är en polsk handbollsspelare. Han spelar i anfall som mittsexa. 
Han är äldre bror till handbollsspelaren Tomasz Gębala.